# Adreno
Adreno es una serie de unidades de procesamiento gráfico (GPU) desarrollados por Qualcomm y utilizados en una variedad de sus SoCs. El núcleo fue inicialmente desarrollado bajo el nombre de marca Imageon por ATI Technologies, que fue adquirida por AMD en 2006. Después de la compra en enero de 2009, Qualcomm renombró los productos Imageon a Adreno.

## Detalles técnicos

### Variantes
La compañía ofrece la GPU en varios sabores como componente de sus Snapdragon SoCs:
| Nombre                | Microarquitectura                                                 | Microarquitectura | Fab (nm)          | Frecuencia del reloj (MHz) | Tasa de relleno   | Tasa de relleno   | Tasa de relleno   | GFLOPS                    | API (version)                                                                                         | API (version)     | API (version)     | API (version)        | API (version)             | API (version)             | Usado en Qualcomm...                                                                                     | Referencias       |
| Nombre                | Tipo                                                              | ALUs              | Fab (nm)          | Frecuencia del reloj (MHz) | M△/s              | Pixel (GP/s)      | Textura (GT/s)    | GFLOPS                    | Vulkan                                                                                                | OpenGL ES         | OpenVG            | OpenCL               | OpenGL                    | Direct3D                  | Usado en Qualcomm...                                                                                     | Referencias       |
| Adreno 1xx series     | Adreno 1xx series                                                 | Adreno 1xx series | Adreno 1xx series | Adreno 1xx series          | Adreno 1xx series | Adreno 1xx series | Adreno 1xx series | Adreno 1xx series         | Adreno 1xx series                                                                                     | Adreno 1xx series | Adreno 1xx series | Adreno 1xx series    | Adreno 1xx series         | Adreno 1xx series         | Adreno 1xx series                                                                                        | Adreno 1xx series |
| --------------------- | ----------------------------------------------------------------- | ----------------- | ----------------- | -------------------------- | ----------------- | ----------------- | ----------------- | ------------------------- | --- | ----------------- | ----------------- | -------------------- | ------------------------- | ------------------------- | --- | ----------------- |
| Adreno 130            | fuente de información de función fija                             |                   |                   |                            | 4                 | 0.133             |                   |                           | | 1.1               | 1.1               |                      |                           | Direct3D Mobile           | MSM7x00, MSM7x00A, MSM7x01, MSM7x01A                                                                     | [ 2 ] [ 3 ] [ 4 ] |
| Adreno 2xx series     |                                                                   |                   |                   |                            |                   |                   |                   |                           | |                   |                   |                      |                           |                           | |                   |
| Adreno 200 (AMD Z430) | Modelo de sombreado unificado 5 vías VLIW                         | 8                 | 65                | 133                        | 22.85             | 0.133             |                   | 2.1                       | | 2.0               | 1.1               |                      | 1.4 (freedreno driver)    | 9.0c                      | Snapdragon S1(MSM7227, MSM7627 QSD8250, QSD8650), Freescale i.MX51, i.MX53                               |                   |
| Adreno 200 'enhanced' | Modelo de sombreado unificado 5 vías VLIW                         | 8                 | 45                | 200/245                    | 42                | 0.2/0.245         |                   | 3.2/3.9                   | Snapdragon S1 (MSM7227A, MSM7627A, MSM7225A, MSM7625A)                                                | 2.0               | 1.1               |                      | 1.4 (freedreno driver)    | 9.0c                      | |                   |
| Adreno 203            | Modelo de sombreado unificado 5 vías VLIW                         | 16                | 45                | 245/294                    | 40.8-49           | 0.245/0.294       |                   | 7.8/9.4                   | Snapdragon S4 Play (MSM8225, MSM8625), Snapdragon 200 (MSM8225Q, MSM8625Q)                            | 2.0               | 1.1               |                      | 1.4 (freedreno driver)    | 9.0c                      | |                   |
| Adreno 205            | Modelo de sombreado unificado 5 vías VLIW                         | 16                | 45                | 245                        | 40.8/44.3         | 0.245/0.266       |                   | 7.8/8.5                   | Snapdragon S2 (MSM7x30, MSM8x55, APQ8055)                                                             | 2.0               | 1.1               |                      | 1.4 (freedreno driver)    | 9.0c                      | |                   |
| Adreno 220            | Modelo de sombreado unificado 5 vías VLIW                         | 32                | 45                | 266                        | 88.7              | 0.532             |                   | 17                        | Snapdragon S3 (APQ8060, MSM8x60)                                                                      | 2.0               | 1.1               |                      | 1.4 (freedreno driver)    | 9.0c                      | |                   |
| Adreno 225            | Modelo de sombreado unificado 5 vías VLIW                         | 32                | 28                | 400                        | 133.3             | 0.8               |                   | 12.8/19.2/25.6            | Snapdragon S4 Plus (APQ8060A, MSM8x60A, MSM8960)                                                      | 2.0               | 1.1               |                      | 1.4 (freedreno driver)    | 9.0c                      | |                   |
| Adreno 3xx series     |                                                                   |                   |                   |                            |                   |                   |                   |                           | |                   |                   |                      |                           |                           | |                   |
| Adreno 302            | Modelo de sombreado unificado Conjunto de instrucciones escalares | 24                | 28                | 400                        |                   |                   |                   | 19.2                      | | 3.0               | 1.1               | 1.1 embedded profile | 3.1 (freedreno driver)    | 11.1 (feature level 9_3)  | Snapdragon 200 (MSM8210, MSM8610, MSM8212, MSM8612)                                                      | [ 7 ]             |
| Adreno 304            | Modelo de sombreado unificado Conjunto de instrucciones escalares | 24                | 28                | 400                        |                   |                   |                   | 19.2                      | Snapdragon 208, Snapdragon 210, Snapdragon 212                                                        | 3.0               | 1.1               | 1.1 embedded profile | 3.1 (freedreno driver)    | 11.1 (feature level 9_3)  | |                   |
| Adreno 305            | Modelo de sombreado unificado Conjunto de instrucciones escalares | 24                | 28                | 400/450                    | 66.7/75           | 0.8               |                   | 19.2/21.6                 | Snapdragon S4 Plus (MSM8x27), Snapdragon 400 (MSM8x26, MSM8x28, MSM8x30, MSM8x30AB, APQ8026, APQ8030) | 3.0               | 1.1               | 1.1 embedded profile | 3.1 (freedreno driver)    | 11.1 (feature level 9_3)  | [ 9 ] |                   |
| Adreno 306            | Modelo de sombreado unificado Conjunto de instrucciones escalares | 24                | 28                | 400                        |                   |                   |                   | 21.6                      | Snapdragon 410 (MSM8916), Snapdragon 412 (MSM8916v2)                                                  | 3.0               | 1.1               | 1.1 embedded profile | 3.1 (freedreno driver)    | 11.1 (feature level 9_3)  | |                   |
| Adreno 320            | Modelo de sombreado unificado Conjunto de instrucciones escalares | 64                | 28                | 400                        | 225               | 1.6               |                   | 57.6                      | Snapdragon S4 Pro (MSM8960T, APQ8064, APQ8064-1AA), Snapdragon S4 Prime (MPQ8064)                     | 3.0               | 1.1               | 1.1 embedded profile | 3.1 (freedreno driver)    | 11.1 (feature level 9_3)  | [ 10 ]                                                                                                   |                   |
| Adreno 320 2nd gen    | Modelo de sombreado unificado Conjunto de instrucciones escalares | 96                | 28                | 400/450                    | 225/253.1         | 2.4/2.7           |                   | 86.4/97.2                 | Snapdragon 600 (APQ8064T, APQ8064AB)                                                                  | 3.0               | 1.1               | 1.1 embedded profile | 3.1 (freedreno driver)    | 11.1 (feature level 9_3)  | [ 10 ]                                                                                                   |                   |
| Adreno 330            | Modelo de sombreado unificado Conjunto de instrucciones escalares | 128               | 28                | 450/550/578                | 253.1/309.4/325.1 | 3.6/4.4/4.624     |                   | 129.8/158.4/166.5         | Snapdragon 800 (MSM8974, APQ8074), Snapdragon 801 (MSM8274AB, MSM8974AB, MSM8974AC)                   | 3.0               | 1.1               | 1.1 embedded profile | 3.1 (freedreno driver)    | 11.1 (feature level 9_3)  | |                   |
| Adreno 4xx series     |                                                                   |                   |                   |                            |                   |                   |                   |                           | |                   |                   |                      |                           |                           | |                   |
| Adreno 405            | Unified shader model                                              | 48                | 28                | 550                        |                   |                   |                   | 59.4                      | Planeado para soportar                                                                                | 3.1               | 1.1               | 1.2 full profile     | 3.1 (freedreno driver)    | 11.2 (feature level 11_1) | Snapdragon 415 (MSM8929), Snapdragon 615 (MSM8939), Snapdragon 616 (MSM8939v2), Snapdragon 617 (MSM8952) |                   |
| Adreno 418            | Unified shader model                                              | 128               | 20                | 600                        |                   |                   |                   | 163.2/172.8               | Planeado para soportar                                                                                | 3.1               | 1.1               | 1.2 full profile     | 3.1 (freedreno driver)    | 11.2 (feature level 11_1) | Snapdragon 808 (MSM8992)                                                                                 |                   |
| Adreno 420            | Unified shader model                                              | 128               | 28                | 500/600                    | 281.3/337.5       | 4/4.8             |                   | 144/172.8                 | Planeado para soportar                                                                                | 3.2               | 1.1               | 1.2 full profile     | 3.1 (freedreno driver)    | 11.2 (feature level 11_1) | Snapdragon 805 (APQ8084)                                                                                 | [ 13 ]            |
| Adreno 430            | Unified shader model                                              | 192               | 20                | 500/600/650                | ?                 | 4.8/6.0/6.6       |                   | 324/388.8/420             | Planeado para soportar                                                                                | 3.2               | 1.1               | 1.2 full profile     | 3.1 (freedreno driver)    | 11.2 (feature level 11_1) | Snapdragon 810 (APQ8094, MSM8994)                                                                        |                   |
| Adreno 5xx series     |                                                                   |                   |                   |                            |                   |                   |                   |                           | |                   |                   |                      |                           |                           | |                   |
| Adreno 505            | Modelo de sombreado unificado + Memoria unificada                 | 48                | 28                | 450                        | ?                 | ?                 | ?                 | 48.6                      | 1.0                                                                                                   | 3.1               | ?                 | 2.0 Full             | rowspan="3" [NA]: {{{1}}} | 11.2                      | Snapdragon 430 (MSM8937), Snapdragon 435                                                                 |                   |
| Adreno 506            | Modelo de sombreado unificado + Memoria unificada                 | 96                | 14                | 650                        | ?                 | ?                 | ?                 | ~130                      | 1.0                                                                                                   | 3.1               | ?                 | 2.0 Full             | 12 (feature level 12_1)   | 12.1                      | Snapdragon 625, Snapdragon 626                                                                           |                   |
| Adreno 508            | Modelo de sombreado unificado + Memoria unificada                 |                   | 14                | 650                        |                   |                   |                   | 160?                      | 1.0                                                                                                   | 3.2               | ?                 | 2.0 Full             | 12 (feature level 12_1)   |                           | Snapdragon 630                                                                                           |                   |
| Adreno 510            | Modelo de sombreado unificado + Memoria unificada                 | 128               | 28                | 600                        | ?                 | ?                 | ?                 | 180                       | 1.0                                                                                                   | 3.2 (3.1 + AEP)   | ?                 | 2.0 Full             | 12 (feature level 12_1)   | 12.1                      | Snapdragon 650 (MSM8956), Snapdragon 652 (MSM8976), Snapdragon 653 (MSM8976PRO)                          |                   |
| Adreno 530            | Modelo de sombreado unificado + Memoria unificada                 | 256               | 14                | 510/624/650                | ?                 | 6.7/8.1           | ?                 | 522,24/638,9/665,6 (FP16) | 1.0                                                                                                   | 3.2 (3.1 + AEP)   | ?                 | 2.0 Full             | 12 (feature level 12_1)   |                           | Snapdragon 820 (MSM8996), Snapdragon 821 (MSM8996PRO)                                                    |                   |
| Adreno 540            | Modelo de sombreado unificado + Memoria unificada                 | ?                 | 10                | 710                        | ?                 | ?                 | ?                 | ?                         | 1.0                                                                                                   | 3.2 (3.1 + AEP)   | ?                 | 2.0 Full             | 12 (feature level 12_1)   | ?                         | Snapdragon 835 (MSM8998)                                                                                 |                   |
| Nombre                | Microarquitectura                                                 | Microarquitectura | Fab (nm)          | Frecuencia del reloj (MHz) | Tasa de relleno   | Tasa de relleno   | Tasa de relleno   | GFLOPS                    | API (version)                                                                                         | API (version)     | API (version)     | API (version)        | API (version)             | API (version)             | Usado en Qualcomm...                                                                                     | Referencias       |
| Nombre                | Adreno 6xx series                                                 |                   | Fab (nm)          | Frecuencia del reloj (MHz) |                   |                   |                   | GFLOPS                    | |                   |                   |                      |                           |                           | Usado en Qualcomm...                                                                                     | Referencias       |
| Adreno 608            | Unified shader model + Unified memory                             |                   |                   |                            |                   |                   |                   |                           | 1.0                                                                                                   | 3.2               | ?                 | 2.0 Full             | rowspan="5" [NA]: {{{1}}} | 12 (feature level 12)     | |                   |
| Adreno 615            | Unified shader model + Unified memory                             |                   |                   |                            |                   |                   |                   |                           | 1.0                                                                                                   | 3.2               | ?                 | 2.0 Full             |                           | 12 (feature level 12)     | |                   |
| Adreno 630            | Unified shader model + Unified memory                             |                   |                   |                            |                   |                   |                   |                           | 1.0                                                                                                   | 3.2               | ?                 | 2.0 Full             |                           | 12 (feature level 12)     | |                   |
| Adreno 640            | Unified shader model + Unified memory                             |                   |                   |                            |                   |                   |                   |                           | 1.0                                                                                                   | 3.2               | ?                 | 2.0 Full             |                           | 12 (feature level 12)     | |                   |
| Adreno 680            | Unified shader model + Unified memory                             |                   |                   |                            |                   |                   |                   |                           | 1.0                                                                                                   | 3.2               | ?                 | 2.0 Full             |                           | 12 (feature level 12)     | |                   |
| Nombre                | Microarquitectura                                                 | Microarquitectura | Fab (nm)          | Frecuencia del reloj (MHz) | Tasa de relleno   | Tasa de relleno   | Tasa de relleno   | GFLOPS                    | API (version)                                                                                         | API (version)     | API (version)     | API (version)        | API (version)             | API (version)             | Usado en Qualcomm...                                                                                     | Referencias       |
| Nombre                | Tipo                                                              | ALUs              | Fab (nm)          | Frecuencia del reloj (MHz) | M△/s              | Pixel (GP/s)      | Textura (GT/s)    | GFLOPS                    | Vulkan                                                                                                | OpenGL ES         | OpenVG            | OpenCL               | OpenGL                    | Direct3D                  | Usado en Qualcomm...                                                                                     | Referencias       |